# Amélia Christinat
Amélia Christinat, née le 6 février 1926 à Corticiasca et morte le 7 septembre 2016 à Genève, est une personnalité politique suisse, conseillère nationale et notamment défenseuse du droit des femmes,.

## Biographie
Amélia Christinat naît le 6 février 1926 à Corticiasca en Suisse. Issue d'une famille pauvre, elle est la fille d'Eugenio Petrall, chaudronnier et de Maria-Maddalena Minuzzi, paysanne de montagne. Elle suit une formation de couturière, à l'école professionnelle de Lugano. Elle est ensuite employée en tant qu'ouvrière chez Tavaro SA, puis fonctionnaire à l’Office des chèques postaux.
En octobre 1949, elle épouse Emile Christinat, administrateur postal de 17 ans son aîné. Ils donnent naissance à Nadia en 1955. Emile meurt en 1994.
Elle meurt le 7 septembre 2016, à la suite d'un accident vasculaire cérébral,.

## Carrière politique
Amélia commence à militer en tant que syndicaliste et s’engage pour l’obtention du suffrage féminin. C'est en mars 1960, que le droit de vote est donné aux Genevoises : elle s'inscrit alors, en 1961, au Parti socialiste genevois. Afin de défendre l'importance du rôle économique et social des femmes au foyer, elle participe à la création de la Fédération romande des consommatrices aux côtés de l’ancienne syndique de Lausanne, Yvette Jaggi.
En 1978, elle est la première femme genevoise, socialiste, à être élue au Conseil national.